# Artilharia Real Australiana
O Regimento Real de Artilharia Australiana, normalmente referido como Artilharia Real Australiana ( RAA ), é um Regimento do Exército Australiano descendente das unidades originais de artilharia colonial antes da federação da Austrália . As primeiras armas da Austrália foram desembarcadas do HMS Sirius e um pequeno reduto de terra construído, próximo ao atual Macquarie Place, para comandar os acessos a Sydney Cove . A implantação dessas armas representa as origens da artilharia na Austrália. Estas e as defesas subsequentes, bem como as armas de campanha, foram operadas por fuzileiros navais e soldados de regimentos de infantaria estacionados na Austrália. Ao contrário de seus equivalentes britânicos e canadenses, não há regimentos de artilharia a cavalo na ordem de batalha da Royal Australian Artillery. A Primeira Guerra Mundial viu o levantamento de 60 baterias de campo, 20 obuses e duas baterias de cerco, juntamente com as baterias de morteiros de trincheira pesada e média. Até 19 de setembro de 1962, a Artilharia Australiana era referida como 'Royal Australian Artillery', porém, nesta data, a Rainha Elizabeth II concedeu ao RAA o título de 'The Royal Regiment of Australian Artillery'. O Regimento hoje consiste em unidades regulares e de reserva.

## Papel
Maximizar o poder de combate das Forças de Defesa Australianas através do fornecimento de coordenação de apoio ofensivo e poder de fogo indireto, vigilância e aquisição de alvos e defesa aérea terrestre. Disparar armas de longo alcance para infligir baixas, destruir equipamentos e fortificações e cooperar com infantaria e blindados para eliminar a resistência inimiga.
 

## História
Pré-Federação
A primeira unidade da Artilharia Real chegou à Austrália em 1856 e iniciou uma sucessão de unidades de artilharia que guarneciam a Austrália, que terminou com a retirada das forças imperiais em 1870. Isso resultou na criação do Corpo de Artilharia Vitoriana em Melbourne em 1870 e na Artilharia de Nova Gales do Sul em Sydney em 1º de agosto de 1871 .
Federação para apresentar
O Exército Regular Australiano surgiu em 1947, enquanto antes disso as unidades de artilharia eram predominantemente baseadas em milícias . A artilharia permanente consistia em uma bateria de campo, 'A' Field Battery - que agora perpetua a Artilharia de New South Wales, HQ P Bateria Antiaérea com 1º, 2º e 3º AA Cadres sob comando, o independente 4º e 5º AA Cadres, HQ 1ª, 2ª e 3ª Brigadas Pesadas e 1ª a 13ª Baterias Pesadas. Antes da artilharia pesada da Segunda Guerra Mundial, mais tarde chamada de artilharia de costa, as unidades foram estabelecidas em locais estratégicos ao redor da costa, no entanto, essas unidades foram progressivamente eliminadas em 1962. Durante a Segunda Guerra Mundial, o RAA levantou mais de 70 regimentos de artilharia de campo, média, antitanque, antiaérea e de pesquisa, e mais de 200 baterias de artilharia antiaérea e costeira com seu grupo antiaéreo assistente ou quartel-general do comando de fogo nas defesas fixas. Muitos viram ação nos teatros do Oriente Médio, Malásia e Sudoeste do Pacífico, com dois regimentos de campo, um regimento antitanque, uma bateria antitanque independente, uma bateria antiaérea e duas baterias costeiras sendo capturadas pelos japoneses em Cingapura, Ambon, Timor e New Britain, servindo como parte da 8 ª Divisão.
A atual Escola de Artilharia (concluída em 1998) está localizada em Puckapunyal, no centro de Victoria, e mantém modernas instalações de treinamento. A Escola de Artilharia é co-localizada com o Quartel-General do Centro de Treinamento de Armas Combinadas do Exército Australiano. 53ª Bateria, Artilharia Real Australiana apóia cursos ministrados pela Escola de Artilharia .
Em janeiro de 2011, os regimentos de campo e regimento médio foram reorganizados, com os regimentos e baterias renomeados com a palavra "campo" e "médio" não aparecendo mais em seus títulos .

## Estrutura

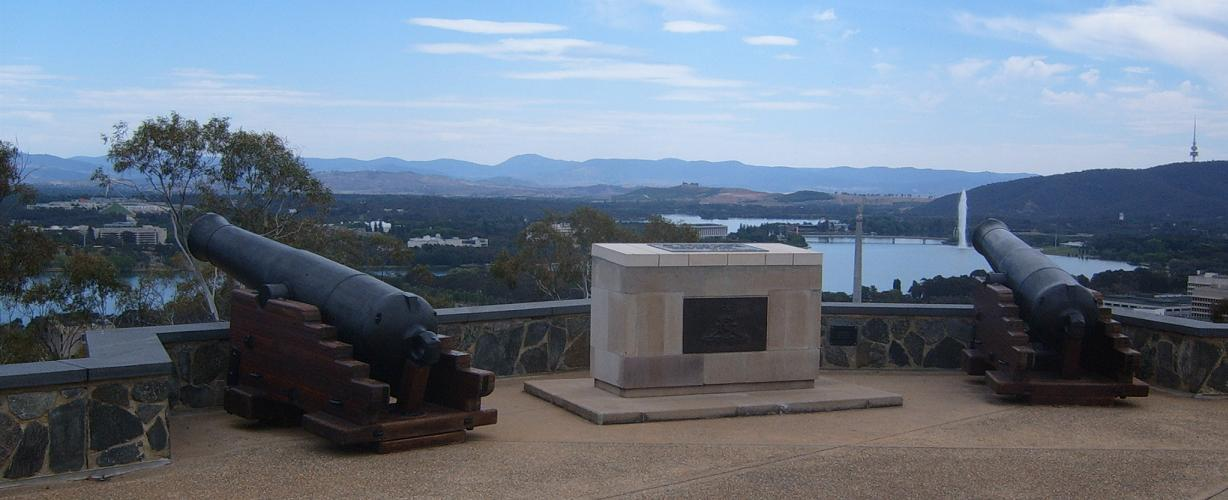
Memorial da Artilharia, Canberra

### Exército regular
As principais unidades da Royal Australian Artillery incluem: 
- 1º Regimento, Artilharia Real Australiana – anexado à 7ª Brigada em Enoggera Barracks em Queensland .
  - 104ª bateria
  - 105ª bateria
  - Uma bateria
  - Bateria de Suporte de Operações
  - Bateria de suporte de serviço de combate
- 4º Regimento, Royal Australian Artillery - anexado à 3ª Brigada em Townsville, em Queensland .[6][7]
  - 106ª bateria
  - 107ª bateria
  - 108º (Posto de Observação) Bateria - anexado ao 2º Batalhão, Royal Australian Regiment
  - 109ª bateria
  - Bateria de Suporte de Operações
  - Bateria de suporte de serviço de combate
- 8º/12º Regimento, Artilharia Real Australiana – anexado à 1ª Brigada em Palmerston no Território do Norte .[8]
  - 101ª Bateria
  - 102ª Bateria (Coral)
  - 103ª bateria
  - 115ª Bateria de Apoio de Operações
  - Bateria de suporte de serviço de combate
- O 16º Regimento, Artilharia Real Australiana – anexado à 6ª Brigada (Austrália) – é o único regimento de defesa aérea do Exército Australiano, e está baseado em Woodside, South Australia .[9] Suas baterias são equipadas com o míssil RBS-70 Surface to Air, o radar Giraffe Agile Multi Beam e o AN/TPQ-48 Lightweight Counter Mortar Radar. Está ligado à 6ª Brigada .
  - 110ª Bateria Aérea Terrestre
  - 111ª Bateria Aérea Terrestre
  - 1ª Bateria AGO
  - Bateria de suporte de serviço de combate
- O 20º Regimento, Artilharia Real Australiana – anexado à 6ª Brigada (Austrália) – é o único regimento de Vigilância e Aquisição de Alvos do Exército Australiano, e está equipado com Veículos Aéreos Táticos e Pequenos Não Tripulados. Ele está localizado no Enoggera Barracks em Brisbane Queensland . Ele lidera a Célula de Inteligência, Vigilância, Aquisição de Alvos e Reconhecimento dentro da 1ª Divisão .
  - 131ª bateria
  - 132ª bateria
  - Bateria de Suporte de Operações
  - Bateria de suporte de serviço de combate

### Reserva do exército
- 9º Regimento, Artilharia Real Australiana (QG em Randwick Barracks, NSW, uma unidade de comando direto da 2ª Divisão ): [10][11]
  - 2ª/10ª Bateria, Artilharia Real Australiana – Esta é uma única bateria de apoio à 4ª Brigada em St Kilda, em Victoria, e está equipada com o morteiro M252A1 de 81 mm.
    - 22 tropas (morteiro)
    - Tropa 38 (Equipe Conjunta de Incêndios)

  - 3ª Bateria, Artilharia Real Australiana – Esta é uma única bateria que suporta a 13ª Brigada no Quartel Irwin em Karrakatta, Austrália Ocidental, e está equipada com o morteiro M252A1 de 81 mm.
  - 6ª/13ª Bateria, Artilharia Real Australiana – Esta bateria suporta a 9ª Brigada, e consiste em três depósitos em Glenorchy (Hobart) e Launceston, na Tasmânia e Keswick no Sul da Austrália . Tem três equipas de tiro conjuntas e está equipado com o Argamassa M252A1 81mm.
  - 7ª Bateria, Artilharia Real Australiana – Esta é uma única bateria anexada para apoiar a 5ª Brigada em Pymble em New South Wales, e está equipada com o morteiro M252A1 de 81 mm.
    - Tropa 28 – Dee Why
    - Tropa 113 – Adamstown

  - 23 Bateria, Artilharia Real Australiana - Esta é uma única bateria que também apoia a 5ª Brigada em Kogarah em New South Wales e Canberra ACT. Está equipado com a argamassa M252A1 81mm.
  - 5/11ª Bateria, Artilharia Real Australiana – Esta é uma única bateria de apoio à 11ª Brigada em Gallipoli Barracks e Southport, em Queensland. Equipado com a argamassa M252A1 81mm.

## Bandeiras do Regimento Real de Artilharia Australiana
O Regimento Real de Artilharia Australiana é o único Regimento de Artilharia das nações da Comunidade das Nações a ter sido presenteado com o Estandarte da Rainha Elizabeth II.
A Bandeira da Rainha foi apresentada ao Regimento em 1º de agosto de 1971, substituindo a Bandeira do Rei . A placa de prata afixada no estandarte diz "Apresentado por Sua Graciosa Majestade a Rainha Elizabeth II, Capitão Geral do Regimento de Artilharia Real Australiana, para substituir o Estandarte apresentado por Sua Majestade o Rei Eduardo VII e em Honra do Centenário do Regimento 1971." oi o ioi oi oioioi o ioi o ioi oi o i oi o io i i o io i oi
A Bandeira do Rei foi apresentada em novembro de 1904 pelo Governador Geral Lord Northcote . A placa de prata diz "Apresentado por Sua Graciosa Majestade o Rei Imperador à Artilharia Real Australiana em reconhecimento aos serviços prestados ao Império na África do Sul em 1904". As unidades ou subunidades de artilharia que serviram nesta guerra foram A Battery, NSW Regiment RAA, e a Machine Gun Section, Queensland Regiment RAA, embora muitos Artilheiros, permanentes e milícias, tenham se alistado nos vários contingentes coloniais, e depois da Federação os batalhões do Australian Commonwealth Horse, que serviu na África do Sul.

## Tradições
- Battle Honor – UBIQUE – Latim: significando “Em todos os lugares”.[14]
- Capitão General do Regimento Real de Artilharia Australiana – Sua Majestade o Rei Carlos III.[12]
- Chefe do Regimento - o oficial sênior da RAA que é nomeado pelo Chefe do Exército para ser seu conselheiro em assuntos regimentais da RAA.[12]
- Lema – "QUO FAS ET GLORIA DUCUNT" – Significa 'Para onde o direito e a glória levam'. O lema da RAA de 1903 era CONSENSU STABILES, que significa "Forte acordo", anteriormente realizado pelo Regimento de Queensland da RAA.[12] As unidades de artilharia permanentes, milícias e voluntárias das colônias australianas e da Comunidade Australiana carregaram muitos lemas no passado. O lema QUO FAS ET GLORIA DUCUNT foi concedido à RAA pelo Rei George VI em dezembro de 1949 e a notificação de aprovação foi dada na AAO 6/1950.[12]
- As cores regimentais - Em tempos passados, os regimentos de infantaria carregavam cores para servir como pontos de encontro na batalha. O ponto de encontro na batalha para os artilheiros são suas armas. Assim, os canhões são as cores da artilharia. Abandonar as armas é, na Artilharia, considerado equivalente a abandonar as cores em outros Corpos de combate, embora na realidade a RAA tenha tido que abandonar as armas em várias ocasiões no passado como resultado de sua destruição ou impossibilidade de serem removidas de suas posições de armas. Não houve vergonha associada a essas ações, em todos os casos as armas são inutilizadas antes do abandono.
- As atuais armas fabricadas na Austrália têm simbolicamente o brasão de armas nacional gravado nos canos.
- As tropas ficam em posição de sentido ao serem ultrapassadas pelas armas quando em desfile, pois as armas são as cores cerimoniais da Artilharia.
- É considerado rude e insultuoso para as cores apoiar-se ou descansar em uma arma.
- Padroeira – Santa Bárbara, Protetora de incêndios e explosões.
- Aniversário regimental – 1º de agosto.
- Melodia de Marcha Regimental – " Os Granadeiros Britânicos ".
- Tem precedência no desfile após unidades do Royal Australian Armored Corps. Unidades de artilharia em desfile com suas armas ocorrem à direita das unidades que desfilam sem suas armas.[12]
- O distintivo de chapéu da Royal Australian Artillery foi aprovado em junho de 1930 com a honra de batalha UBIQUE no pergaminho superior encimado por uma coroa imperial, e o lema CONSENSU STABILES e a palavra AUSTRÁLIA nos pergaminhos inferiores. Em 1951, um design com QUO FAS ET GLORIA DUCUNT substituiu a redação nos pergaminhos inferiores, mas isso nunca foi fabricado ou emitido. O design atual com a coroa de St Edwards e QUO FAS ET GLORIA DUCUNT nos pergaminhos inferiores foi aprovado em 1954.[12]
- Oficiais e Subtenentes Classe Um usam uma granada de 7 chamas com um pergaminho com a honra de batalha UBIQUE nos colarinhos dos uniformes cerimoniais. Outras patentes usam um distintivo de colarinho contendo a cifra 'RAA' acima de um pergaminho com o lema RAA.[12]
- Cores cerimoniais – Vermelho sobre azul.

Cor do talabarte regimental - Branco
Essa cor foi adotada oficialmente em 1952 por oficiais, suboficiais e suboficiais da RAA que eram obrigados a portar apitos como parte de suas funções e o cordão era usado em volta do ombro direito. Em 1950, os oficiais, subtenentes e suboficiais da RAA obrigados a portar apitos no exercício de suas funções de comando foram autorizados a usar um cordão vermelho trançado, mas embora o item tenha sido fornecido, acredita-se que esta instrução foi amplamente ignorado. Em 1956, o uso do cordão branco foi estendido a todos os escalões. Uma bateria RAA recebeu permissão para usar seu cordão no ombro esquerdo em 1963, confirmando uma prática não oficial continuada a partir de 1931 e perpetuando uma autoridade local para outras patentes do 7º Regimento de Cavalos Leves e da então 1ª Bateria, artilharia de campanha real australiana, para usar um cordão branco enquanto funcionavam como acompanhantes do duque de York, o futuro rei George VI, quando ele abriu o primeiro Parlamento em Canberra em 1927. Os primeiros talabartes emitidos para artilheiros australianos, desde 1886, eram para artilheiros permanentes carregarem seus canivetes e nunca eram usados em trajes completos ou uniformes cerimoniais, nem eram usados por oficiais. Eles nunca foram branqueados ou esbranquiçados e não parecem ter sido usados amarrados no ombro. Durante a Grande Guerra, os artilheiros da Força Imperial Australiana servindo no exterior começaram a adotar oficialmente colhedores de cordão trançado branco ou cáqui, ou colhedores de couro trançado, em seus melhores uniformes durante as licenças ou para carregar apitos. Não havia política estabelecida e eles eram usados no ombro esquerdo ou direito de acordo com a preferência pessoal. Depois da guerra, a prática foi continuada por outras fileiras da artilharia permanente e da milícia e o cordão geralmente era usado no ombro esquerdo. Essa prática não era oficial, embora em 1925 o pessoal que carregasse apitos em serviço pudesse usar cordões na cor do uniforme, ou seja, cáqui. Em 1931, esses talabartes foram autorizados a serem usados no ombro direito, embora o 1º Field Cadre RAA continuasse a usá-los no esquerdo. Lingas brancas foram usadas não oficialmente pela artilharia, cavalos leves, Corpo de Sinais, infantaria e Corpo de Serviço do Exército Australiano, durante as décadas de 1920 e 1930 e a prática cessou no início da Segunda Guerra Mundial. O Australian Tank Corps usava no ombro esquerdo durante a década de 1930. O cordão branco usado pela Royal Australian Artillery não tem nada a ver com a Guerra dos Bôeres, nem nunca foi usado para carregar canivetes ou chaves espoletas. Começou a ser usado não oficialmente como enfeite durante a Grande Guerra, tornou-se um item funcional para carregar apitos após a Segunda Guerra Mundial e, posteriormente, voltou a ser um enfeite.

## Afiliações
- Reino Unido – Royal Artillery
- Canadá – Regimento Real de Artilharia Canadense
- Nova Zelândia – Regimento Real de Artilharia da Nova Zelândia